# Ken Mullings
Ken Mullings (* 28. April 1997 in Freeport) ist ein bahamaischer Leichtathlet, der sich auf den Zehnkampf spezialisiert hat und aktuell Inhaber des Landesrekordes ist.

## Sportliche Laufbahn
Erste internationale Erfahrungen sammelte Ken Mullings im Jahr 2014, als er bei den CARIFTA Games in Fort-de-France mit übersprungenen 1,95 m den fünften Platz im Hochsprung in der U18-Altersklasse belegte und im Weitsprung mit 6,60 m auf Rang neun gelangte. Anschließend siegte er bei den Zentralamerika- und Karibikjugendmeisterschaften in Morelia mit 2,05 m im Hochsprung. 2016 gewann er bei den CARIFTA Games in St. George’s mit 5560 Punkten die Bronzemedaille im Achtkampf in der U20-Altersklasse. 2018 belegte er bei den Zentralamerika- und Karibikspielen (CAC) in Barranquilla mit 6973 Punkten den fünften Platz und im Jahr darauf wurde er bei den Panamerikanischen Spielen in Lima mit 7517 Punkten Sechster. 2022 siegte er mit 7537 Punkten bei den NACAC-Mehrkampfmeisterschaften in Ottawa und erhielt damit eine Wildcard für die Weltmeisterschaften in Eugene, bei denen er mit neuem Landesrekord von 7866 Punkten auf dem 17. Platz landete. Im Jahr darauf gewann er bei den Zentralamerika- und Karibikspielen in San Salvador mit 8060 Punkten die Silbermedaille hinter dem Puerto-Ricaner Ayden Owens-Delerme und musste seinen Wettkampf bei den Panamerikanischen Spielen in Santiago de Chile vorzeitig beenden. 2024 belegte er bei den Hallenweltmeisterschaften in Glasgow mit 6242 Punkten den vierten Platz im Siebenkampf. Im Mai belegte er beim Hypomeeting in Götzis mit 8176 Punkten den achten Platz und im August wurde er bei den Olympischen Sommerspielen in Paris mit neuem Landesrekord von 8226 Punkten 13.
In den Jahren 2017 und 2021 wurde Mullings bahamaischer Meister im Zehnkampf.

## Persönliche Bestleistungen
- Hochsprung: 2,16 m, 2. März 2024 in Glasgow
- Zehnkampf: 8226 Punkte, 3. August 2024 in Paris (bahamaischer Rekord)
  - Siebenkampf (Halle): 6340 Punkte, 27. Januar 2024 in Champaign (bahamaischer Rekord)